# Молини ди Турес
Молини ди Турес је насеље у Италији у округу Болцано, региону Трентино-Јужни Тирол.
Према процени из 2011. у насељу је живело 1366 становника. Насеље се налази на надморској висини од 859 м.